# Vescomtat de Castilhon
El vescomtat de Castilhon (Castillon, Châtillon) fou una jurisdicció feudal de la Gascunya.
Sorgit del desmembrament de la Gascunya, va tenir vescomtes propis. El vescomtat va passar per matrimoni als senyors de Grailly. Gastó II, al morir el 1500, va deixar el vescomtat al seu segon fill Alan, i d'aquest va anar a la seva filla Joana, morta el 1542.